# 烏雲遇皎月
《烏雲遇皎月》（英語：My Deepest Dream）是由蔡聰、于中中執導，李一桐、金瀚領銜主演的懸疑推理愛情劇，改編自丁墨同名小說。以時空穿越題材，男女主在兩條正反向的時間線裡不斷穿越緝凶  。于2022年10月1日在腾讯视频首播 。

## 剧情简介
懸疑愛情小說家譚皎，在一次郵輪旅行中，與學霸鄔遇邂逅，旅行過後，二人卻陷入記憶缺失與時空穿梭的漩渦裡。在原來的時間線裡，女主實已遇害，而在時空彎折出的一年後倒流時間線裡，每次只有15天可解謎或破案，15天一過，男女主便又回到船上，而船上時間線是順流連貫的，直到女主遇害，當這兩條正反向時間線重合時，也就是女主遇害的時刻，所有謎底揭曉。

## 播出时间
| 频道     | 所在地   | 播出日期      | 播出时间 | 备注                                                                                        |
| -------- | -------- | ------------- | -------- | ------------------------------------------------------------------------------------------- |
| 腾讯视频 | 中国大陆 | 2022年10月1日 | 18:00    | 首周连更7天，每天2集，首更6集。 10月12日起会员每周三四五更新2集 非会员每周三到周日更新1集。 |

## 演员列表

### 主要演员
| 演員   | 角色    | 简介 |
| 李一桐 | 譚皎    | 悬疑爱情小说家 25歲，筆名七珠，擁有甜妹身御姐心。在一次郵輪旅行中，與男主鄔遇邂逅，而當她在自家沙發中醒來時，以為距離遊船才數週，實則已是一年後，她驚恐地發現自己失去了一年的記憶。               |
| 金瀚   | 鄔遇/于哥 | 天文物理学高材生 27歲，原本是一個名校高材生，擁有光明的前程，旅行過後三個月，妹妹被殺害，他放棄學業，四處緝凶，後來成為一個汽車修理工。關於遊船，他只記得上船第一天的記憶，卻喪失之後幾天的記憶。 |

### 譚皎周邊人物
| 演員   | 角色   | 简介                              |
| 曾可妮 | 周曉漁 | 科幻小说家 筆名壯魚，譚皎的閨蜜。 |
| 王子睿 | 沈時雁 | 警察 譚皎的相親對象。             |
| 田淼   | 譚媽媽 | 七珠火鍋店老闆娘 譚皎的媽媽。     |
| 節冰   | 譚爸爸 | 譚皎的爸爸。                      |
| 夏天   | 小皓   | 譚皎同父異母的弟弟。              |

### 朱家 孩童失蹤案
| 演員   | 角色          | 简介 |
| 秦沛   | 朱春生/朱奉先 | 朱伯言、朱仲凌、朱叔昀、朱季蕊的父親，朱梓翰的外公 原名朱春生，曾因為朱伯言患有絕症而將其拋棄。後改名朱奉先。                                                      |
| 赵圓圓 | 朱季蕊        | 銀行文員 是家裡的三女兒，在郵輪上與言遠相識相戀，性格體貼溫柔，郵輪上之旅後失去了一段郵輪上的記憶。                                                                |
| 吳亞衡 | 朱伯言/言遠   | 電商合伙人 商務精英，為人正直善良，第一次和朱季蕊在郵輪上相遇時見義勇為並與朱季蕊相愛。 小時候患有絕症被親父朱春生拋棄，長大後再次遇到親父朱春生而產生復仇的念頭。 |

### 陳家 火災滅門案
| 演員   | 角色   | 简介             |
| 施羽   | 陳教授 |                  |
| 吳靜怡 | 陳如瑛 | 拓扑学在读研究生 |

### 連環殺人事件
| 演員   | 角色          | 简介 |
| 范津玮 | 朱宇童/段云影 | 文具店老板 |
| 盧昱晓 | 鄔妙          | 在校大學生，鄔遇的妹妹 喜愛搖滾音樂，與男朋友朱宇童在郵輪上相識相愛，在”鑽石星辰號”郵輪之旅後不久，成為連環殺人案受害人之一。 |
| 芮偉航 | 陳星見        | 酒吧駐唱 曾經和周維是好朋友，喜歡音樂，把音樂當作生命，平時獨來獨往，內心向往絕對的自由。                                     |
| 刘帥   | 周維          | 知名音樂人 曾和陳星見是樂隊合伙人。酷愛音樂，自認富有才華，和譚皎是青梅竹馬的朋友，在郵輪上與譚皎重逢後當眾跟她告白。         |

## 电视原声带
| 曲序 | 曲目 |
| ---- | ---- |